# Masdevallia collina
Masdevallia collina är en orkidéart som beskrevs av Louis Otho Otto Williams. Masdevallia collina ingår i släktet Masdevallia och familjen orkidéer.
Artens utbredningsområde är Panamá. Inga underarter finns listade i Catalogue of Life.